# Lebesgue-Stieltjes-Maß
Das Lebesgue-Stieltjes-Maß ist ein Begriff aus der Maßtheorie, einem Teilbereich der Mathematik. Es enthält als einen Spezialfall das Lebesgue-Maß und wird zur Konstruktion des Lebesgue-Stieltjes-Integrals genutzt.

## Definition
Gegeben sei eine monoton wachsende, rechtsstetige Funktion {\displaystyle F\colon \mathbb {R} \to \mathbb {R} } und der Messraum {\displaystyle (\mathbb {R} ,{\mathcal {B}}(\mathbb {R} ))}, wobei {\displaystyle {\mathcal {B}}} die Borelsche σ-Algebra bezeichnet. Dann heißt das eindeutig bestimmte Maß {\displaystyle \lambda _{F}} auf diesem Messraum mit
{\displaystyle \lambda _{F}((a,b]):=F(b)-F(a)\quad {\text{für}}\quad a<b}
Lebesgue-Stieltjes-Maß.

## Beispiele
- Das bekannteste Beispiel eines Lebesgue-Stieltjes-Maßes ist das Lebesgue-Maß {\displaystyle \lambda ((a,b])=b-a}, aus dem das Lebesgue-Integral konstruiert wird. Hier ist {\displaystyle F(x)=x}.
- Für {\displaystyle a\in \mathbb {R} } und {\displaystyle F\colon \mathbb {R} \to \mathbb {R} } mit {\displaystyle F(x)=0} für {\displaystyle x<a} und {\displaystyle F(x)=1} für {\displaystyle x\geq a} ist das Lebesgue-Stieltjes-Maß {\displaystyle \lambda _{F}} das Diracmaß {\displaystyle \delta _{a}}.
- Ist {\displaystyle f\colon \mathbb {R} \to [0,\infty )} eine nichtnegative, stetige Funktion mit Stammfunktion {\displaystyle F}, so ist {\displaystyle \lambda _{F}} das Maß mit Dichte {\displaystyle f}.
- Ist zusätzlich {\displaystyle \lim _{x\to -\infty }F(x)=0} und {\displaystyle \lim _{x\to \infty }F(x)=1}, so ist {\displaystyle \lambda _{F}} ein Wahrscheinlichkeitsmaß und {\displaystyle F} ist die Verteilungsfunktion.
- Sind die beiden obigen Fälle erfüllt, so handelt es sich um ein Wahrscheinlichkeitsmaß mit Dichte. Diese Maße spielen eine wichtige Rolle in der Stochastik.

## Konstruktion
Gegeben sei der Halbring {\displaystyle {\mathcal {J}}:=\{(a,b]:a,b\in \mathbb {R} ,a<b\}} und eine wachsende, rechtsseitig stetige Funktion {\displaystyle F}. Dann ist
{\displaystyle \mu _{F}:{\mathcal {J}}\rightarrow \mathbb {R} ,\mu _{F}((a,b]):=F(b)-F(a),(a<b)}
ein σ-endliches Prämaß, das sogenannte Lebesgue-Stieltjessches Prämaß. Dann lässt sich mit dem Maßerweiterungssatz von Carathéodory eine eindeutige Fortsetzung dieses Prämaßes zu einem Maß konstruieren. Dazu wird ein äußeres Maß {\displaystyle \nu _{F}}, das sogenannte äußere Lebesgue-Stieltjessche Maß definiert, und dieses auf die von {\displaystyle {\mathcal {J}}} erzeugte σ-Algebra eingeschränkt. Diese σ-Algebra ist dann genau die Borelsche σ-Algebra {\displaystyle {\mathcal {B}}(\mathbb {R} )=\sigma ({\mathcal {J}})} und es ist {\displaystyle \lambda _{F}=\nu _{F}|\sigma ({\mathcal {J}})}.

## Vervollständigung
Der oben konstruierte Maßraum ist im Allgemeinen kein vollständiger Maßraum. Da das äußere Lebesgue-Stieltjessche Maß aber auch ein metrisches äußeres Maß ist, enthält die σ-Algebra der messbaren Mengen bezüglich des äußeren Maßes {\displaystyle {\mathcal {A}}_{\nu _{F}}} die Borelsche σ-Algebra. Demnach ist der Maßraum {\displaystyle (\mathbb {R} ,{\mathcal {A}}_{\nu _{F}},\nu _{F}|_{{\mathcal {A}}_{\nu _{F}}})} die Vervollständigung von {\displaystyle (\mathbb {R} ,{\mathcal {B}}(\mathbb {R} ),\lambda _{F})}.